# Акула срібнопера
Акула срібнопера (Carcharhinus albimarginatus) — акула з роду сіра акула родини сірі акули.

## Опис
Загальна довжина досягає 2-3 м при максимальній вазі 163 кг. Цей вид акул має типову для сірих акул зовнішність. Голова витягнута. Морда довга, округла. Очі великі, круглі. У наявності 5 пар коротких зябрових щілин. Зуби на верхній щелепі великі, трикутні, з косими вістрями. На кожній щелепі по 12-14 рядків. Тулуб стрункий. Грудні плавці великі та серпоподібні. Перший спинний плавець великий, має трикутну форму. Між спинними плавцями є гребінь. Хвостовий плавець з великою серпоподібною верхньою лопаттю. Забарвлення темно-сіре або сіро-коричневе, черево біле, усі плавці мають білі, сріблясті кінці. За це акула отримала свою назву.

## Спосіб життя
Зустрічається біля коралових рифів, на континентальних та острівних шельфах. Тримається на глибинах від 30 до 800 м. Молоді акули воліють до лагун та мілини. Агресивна, швидка акула. Живиться дрібними рибами (морський окунь, макрелью, міктофові, тунець, скумбрія), скатами, дрібними акулами, восьминогами, кальмарами.
Статева зрілість настає при розмірі 1,6 м. Це живородна акула. Самиця народжує 1-11 дитинчат завдовжки до 68 см.
Є об'єктом промислового вилову. Цінується за своє смачне м'ясо, плавці, цілющі властивості печінки та міцну шкіру.
Становить загрозу для людини.

## Розповсюдження
Поширена в західній частині Індійського океану (ві ПАР до Сейшельських та Мальдівських островів, є в Червоному морі). У західній частині Тихого океану: від південної Японії до північної Австралії і Французької Полінезії. У східній частині Тихого океану: від Каліфорнії до Колумбії та Галапагоських островів.